# Теслик, Александр Иванович
Александр Иванович Теслик (род. 9 августа 1950 года, г. Донской, Тульская область, РСФСР, СССР) — советский и российский художник-график, академик Российской академии художеств (2012), академик-секретарь отделения графики, член Президиума. Народный художник Российской Федерации (2004).

## Биография

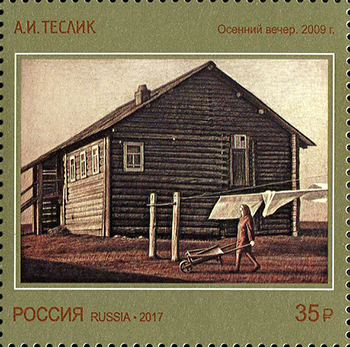
Почтовая марка России, 2017 год.
Серия «Современное искусство России».
А. И. Теслик. «Осенний вечер». 2009 год.

Родился 9 августа 1950 года в г. Донской Тульской области, живёт и работает в Москве.
Учился в Ярославском художественном училище (1967-71).
С 1971 по 1972 годы — художник-реставратор в Ярославских реставрационных мастерских.
Учился в Московском художественном институте имени В. И. Сурикова (1974-80), мастерская станковой графики, руководители Н. А. Пономарев, Б. А. Успенский, А. Б. Якушин.
С 1983 по 1987 годы — обучался в Творческой мастерской графики Академии художеств СССР, руководитель О. Г. Верейский.
С 1987 по 1992 годы — работал в мастерской Уникальной графики Комбината графического искусства.
С 1992 года — работал в Студии художников имени В. В. Верещагина МВД РФ (на первых этапах — под руководством вице-президента Российской академии художеств академика Анатолия Андреевича Бичукова).
С 1995 по 2002 годы — преподавал на кафедре скульптуры Российской академии живописи, ваяния и зодчества.
С 2002 года по настоящее время — руководитель мастерской станковой графики, заведующий кафедрой рисунка в МХИ имени В. И. Сурикова, с 2007 года — профессор.
С 1986 года — член Московского Союза художников.
В 2012 году — избран академиком Российской академии художеств от Отделение графики.

## Творческая деятельность
Серия графических работ «Металлурги Тулы», серия графических работ «Северная деревня», «Греция православная», «Московские пожарные», цикл работ «Отряд спецназа „РУСЬ“», серия портретов жителей села Сростки, села Купчегень, села Пурнема.

## Награды
- Народный художник Российской Федерации (2004)
- Премия МВД России в области литературы, культуры и искусства за серию графических работ «Московские пожарные» (1995)
- Благодарность Академии управления МВД России (1999)
- Диплом и Золотая медаль В. В. Верещагина «За вклад в развитие и продолжение традиции русского реализма в искусстве» (2002)
- Нагрудный знак 200 лет МВД России и «Почетная грамота МВД России» (2002)